# Arruda (DOC)
Pour les articles homonymes, voir Arruda.
L'arruda est une appellation d'origine (DOC) portugaise dont le vignoble est situé sur le terroir viticole d'Arruda, dans le concelho d'Arruda dos Vinhos ainsi qu'à Sobral de Monte Agraço et Vila Franca de Xira, sur la rive droite du Tage, à proximité de son embouchure. 

## Géographie
La zone a un léger relief, avec des élévations séparées par de longues vallées et les caractéristiques d'un climat méditerranéen. 

## Encépagepment
Les cépages rouges de l'appellation sont Tinta roriz, Castelão (Periquita), Tinta miúda, Touriga nacional et Trincadeira (ou Tinta amarela). Les blancs sont Arinto (Pedernã), Fernão Pires (Maria Gomes), Rabo de Ovelha, Seara nova, et Vital.